# Монастирі на схилах Попокатепетлю
Монастирі на схилах Попокатепетлю — кілька монастирів, розташованих на схилах та у долинах біля вулкану Попокатепетль в центральній частині Мексики, що були збудовані в 16 столітті членами Францисканського, Домініканського і Августинського орденів. Ці монастирі відіграли значну роль у християнізації великого індіанського населення регіону у дуже короткий термін. Монастирі розташовані на території понад десятка муніципалітетів штатів Морелос і Пуебла. В 1994 році вони були занесені до списку Світової спадщини.
Монастирі збудовані у величному стилі, із квадратними центральними будівлями великої висоти, видимі з обширного району навколо них. Всі вони оточені високими стінами, які ще більше додають їм величі.